# Điện ảnh Tây Nam Á
Điện ảnh Tây Á (tiếng Anh: Cinema of West Asia), hay Điện ảnh Tây Nam Á (tiếng Anh: Cinema of Southwest Asia) là thuật ngữ gọi ngành công nghiệp Điện ảnh của các quốc gia khu vực Tây Nam Á.

## Giải thưởng Điện ảnh
- Liên hoan phim Quốc tế Dubai